# أنطونيو كيمارايس
أنطونيو كيمارايس هو لاعب رماية برازيلي، ولد في 4 مايو 1900 في ريو دي جانيرو في البرازيل، وتوفي في 1974.

## وصلات خارجية
- أنطونيو كيمارايس على موقع أوليمبيديا (الإنجليزية)